# Pall (vattendrag)
Pall är ett vattendrag i Luxemburg. Det ligger i den västra delen av landet, 23 kilometer nordväst om huvudstaden Luxemburg.
Omgivningarna runt Pall är en mosaik av jordbruksmark och naturlig växtlighet. Runt Pall är det ganska tätbefolkat, med 60 invånare per kvadratkilometer.